# ادواردو تیشیرا
ادواردو تیشیرا (انگلیسی: Eduardo Teixeira؛ زادهٔ ۷ ژوئن ۱۹۹۳) بازیکن فوتبال اهل برزیل است.
از باشگاه‌هایی که در آن بازی کرده‌است می‌توان به باشگاه فوتبال فلومیننزه، باشگاه فوتبال باهیا، و باشگاه ورزشی فورتالزا اشاره کرد.